# Ogni respiro
Ogni respiro (Every Breath), è un romanzo scritto dallo statunitense Nicholas Sparks e pubblicato nel 2018.

## Trama
Ogni respiro ha come protagonisti Tru Walls e Hope Anderson. Tru è un uomo che vive in Africa e lavora presso il Safari Lodge nel parco nazionale di Hwange, orfano di madre per colpa di un incendio da alcuni anni. Si trova ad affrontare un viaggio verso il North Carolina, precisamente a Sunset Beach, perché riceve una lettera da un uomo che dichiara di essere il padre mai conosciuto. Anche se con un po’ di titubanza iniziale Tru si convince a partire, soprattutto per riuscire a liberare il suo passato dai misteri che lo circondano. Hope invece è una giovane donna fidanzata da sei anni con un uomo che ha il terrore di portare la loro relazione al passo successivo, il matrimonio. I due protagonisti si incontrano a Sunset Beach dove Hope decide di andare per visitare la casa di famiglia che ha impresso all’interno bellissimi ricordi delle sue estati da bambina; Tru invece si ritrova ad aspettare per alcuni giorni da solo il misterioso padre della lettera. Tra i due la chimica è istantanea, un interesse fortissimo nasce l’una per l’altro; il parlare fra loro sembra essere la cosa più naturale di questo mondo. Tutto però non può essere chiuso in questa magnifica bolla, i due dovranno prendere delle decisioni che a volte saranno anche dolorose e inaspettate.